# Gerd Hockenberger
Gerd Hockenberger (* 29. Dezember 1941) ist ein deutscher Landwirt und Verbandsfunktionär.
1976 wurde er Vorsitzender des damaligen Bauernverbandes Heidelberg-Sinsheim als Nachfolger des zum Landwirtschaftsminister berufenen Gerhard Weiser. 1981 wurde er zum 1. Vizepräsidenten des früheren Bauernverbandes Württemberg-Baden gewählt.
Von 1997 bis Oktober 2006 war er Präsident des Landesbauernverbandes in Baden-Württemberg und ist heute Ehrenpräsident des Verbandes. Zudem war er 2002 bis 2006 Mitglied im Hörfunkrat des Deutschlandradios als Vertreter des Landesbauernverbandes. Er ist Vorsitzender des Verbandes der Jagdgenossenschaften Baden-Württemberg.
Er ist verheiratet mit Margarete Hockenberger.

## Auszeichnungen
- Bundesverdienstkreuz am Bande
- Verdienstmedaille des Landes Baden-Württemberg
- Staufermedaille in Gold